# Emesene
emesene es un cliente de mensajería instantánea de código abierto para usar el servicio .NET Messenger de Microsoft. Es un clon de Windows Live Messenger con una interfaz más simple, limpia y fácil de usar.
Está disponible en virtud de la Licencia Pública General de GNU y es desarrollado por el ingeniero Luis Mariano Guerra junto con otros colaboradores.

## Desarrollo
emesene es multiplataforma escrito usando Python, GTK+, PyGTK y PyCairo. Hay disponibles binarios para GNU/Linux, Mac OS X y Windows.

## Características
La versión actual de emesene es compatible con el protocolo de Windows Live Messenger MSNP15.
Algunas características de Windows Live Messenger soportadas por emesene son:
- Mensajes offline.
- Mensajes personales.
- Zumbidos.
- Ventana de conversación con pestañas.
- Emoticonos personalizados.
- Transferencia de archivos.

Otras características específicas de emesene son:
- Extensiones: MSN Plus!, notificaciones, escuchando ahora, cifrado AES, comprobador correo electrónico POP3, vídeos de Youtube y muchas más.
- Auto-respuesta.
- Minimizar al área de notificación.
- Plurilingüe.
- Personalizable:
  - Temas.
  - Emoticonos.
  - Sonidos.
  - Interfaz de usuario.
  - Formato de conversación.

## emesene2
emesene2 fue una idea que no terminó de cuajar, entre algunas modificaciones orientadas al desarrollo fueron:
- Nuevo sistema de extensiones.
- Administración de sesiones (.NET Messenger, XMPP/Jabber, eserver).
- Interfaz gráfica separada de la biblioteca del protocolo.
- Todas las cosas del protocolo se ejecutan en diferentes hilos.
- Código estructurado, documentado, validado utilizando pylint y siguiendo las directrices de PEP-8.

En la actualidad se puede obtener su código fuente aunque la aplicación y sus servicios están suspendidos.